# Cadel Evans Great Ocean Road Race 2020
La Cadel Evans Great Ocean Road Race 2020, sesta edizione della corsa, valevole come seconda prova dell'UCI World Tour 2020 categoria 1.UWT, si svolse il 2 febbraio 2020 su un percorso di 171,1 km, con partenza e arrivo a Geelong, in Australia. La vittoria fu appannaggio del belga Dries Devenyns, che completò il percorso in 4h05'49", alla media di 41,760 km/h, precedendo il russo Pavel Sivakov e il sudafricano Daryl Impey.
Sul traguardo di Geelong 95 ciclisti, sui 108 partiti dalla medesima località, portarono a termine la competizione.

## Squadre e corridori partecipanti
| N.    | Cod. | Squadra               |
| ----- | ---- | --------------------- |
| 1-7   | COF  | Cofidis               |
| 11-17 | DQT  | Deceuninck-Quick Step |
| 21-27 | BOH  | Bora-Hansgrohe        |
| 31-37 | INS  | Team Ineos            |
| 41-47 | LTS  | Lotto Soudal          |
| 51-57 | MTS  | Mitchelton-Scott      |
| 61-67 | EF1  | EF Pro Cycling        |
| 71-77 | TFS  | Trek-Segafredo        |

| N.      | Cod. | Squadra                 |
| ------- | ---- | ----------------------- |
| 81-87   | TBM  | Bahrain-McLaren         |
| 91-97   | ALM  | AG2R La Mondiale        |
| 101-107 | GFC  | Groupama-FDJ            |
| 111-117 | SUN  | Team Sunweb             |
| 121-127 | ISN  | Israel Start-Up Nation  |
| 131-137 | CCC  | CCC Team                |
| 141-147 | NTT  | NTT Pro Cycling Team    |
| 151-157 | AUS  | KordaMentha Real Estate |

## Ordine d'arrivo (Top 10)
| Pos. | Corridore        | Squadra    | Tempo    |
| ---- | ---------------- | ---------- | -------- |
| 1    | Dries Devenyns   | Deceuninck | 4h05'49" |
| 2    | Pavel Sivakov    | Ineos      | s.t.     |
| 3    | Daryl Impey      | Mitchelton | a 4"     |
| 4    | Jens Keukeleire  | EF Pro     | s.t.     |
| 5    | Dylan van Baarle | Ineos      | s.t.     |
| 6    | Jay McCarthy     | Bora       | s.t.     |
| 7    | Caleb Ewan       | Lotto      | a 25"    |
| 8    | Marco Haller     | Bahrain-M. | s.t.     |
| 9    | Elia Viviani     | Cofidis    | s.t.     |
| 10   | Simon Yates      | Mitchelton | s.t.     |